# Bömighausen
Bömighausen ist ein Ortsteil der Gemeinde Willingen (Upland) im nordhessischen Landkreis Waldeck-Frankenberg. Er ist ein staatlich anerkannter Erholungsort.

## Geographische Lage
Bömighausen liegt im Westteil Nordhessens in den Nordostausläufern des Rothaargebirges in der Bergregion Upland unweit der Nahtstelle zum Sauerland. Es befindet sich im Naturpark Diemelsee etwa zehn Kilometer östlich des Kernorts von Willingen bzw. etwa acht Kilometer westnordwestlich der nordhessischen Mittelstadt Korbach (jeweils Luftlinie). Die Landesgrenze zu Nordrhein-Westfalen verläuft wenige Kilometer südwestlich. Zu den Erhebungen rund um das 416 m hoch gelegene Dorf gehören der Werbelberg (553,8 m) und Sonder (582 m). Bömighausen wird etwa in Nordwest-Südost-Richtung von der Neerdar durchflossen, einem Zufluss der Wilden Aa. Hindurch führen zwischen Neerdar und Rhena die Bundesstraße 251, von der dort die Landesstraße 3437 nach Alleringhausen abzweigt, und die Bahnstrecke Wegha–Brilon Wald. An einem kleinen Badesee liegt ein Campingplatz.

## Geschichte

### Ortsgeschichte
Die älteste bekannte schriftliche Erwähnung von Bömighausen erfolgte unter dem Namen Bovenchusen im Jahr 1266 in einer Urkunde des Klosters Bredelar.
Hessische Gebietsreform (1970–1977)
Im Zuge der Gebietsreform in Hessen fusionierten zum 31. Dezember 1971 die bis dahin selbständigen Gemeinden Bömighausen, Eimelrod, Neerdar, Usseln und Welleringhausen freiwillig zur neuen Gemeinde Upland. Diese wurde wiederum kraft Landesgesetz am 1. Januar 1974 mit der Gemeinde Willingen zur Großgemeinde Willingen (Upland) zusammengeschlossen. Sitz der Gemeindeverwaltung wurde Willingen. Für alle ehemals eigenständigen Gemeinden der neuen Gemeinde Willingen wurden Ortsbezirke mit Ortsbeirat und Ortsvorsteher nach der Hessischen Gemeindeordnung gebildet.

### Verwaltungsgeschichte im Überblick
Die folgende Liste zeigt die Staaten und Verwaltungseinheiten, denen Bömighausen angehört(e):
- 1531 und später: Heiliges Römisches Reich, Grafschaft Waldeck, Amt Eisenberg
- ab 1712: Heiliges Römisches Reich, Fürstentum Waldeck, Amt Eisenberg
- ab 1806: Fürstentum Waldeck, Amt Eisenberg
- ab 1815: Fürstentum Waldeck, Oberjustizamt des Eisenbergs
- ab 1850: Fürstentum Waldeck-Pyrmont (seit 1849), Kreis des Eisenbergs[Anm. 1]
- ab 1867: Fürstentum Waldeck-Pyrmont (Akzessionsvertrag mit Preußen), Kreis des Eisenbergs
- ab 1871: Deutsches Reich, Fürstentum Waldeck-Pyrmont, Kreis des Eisenbergs
- ab 1919: Deutsches Reich, Freistaat Waldeck-Pyrmont, Kreis des Eisenbergs
- ab 1929: Deutsches Reich, Freistaat Preußen, Provinz Hessen-Nassau, Regierungsbezirk Kassel, Kreis des Eisenbergs
- ab 1942: Deutsches Reich, Freistaat Preußen, Provinz Hessen-Nassau, Regierungsbezirk Kassel, Landkreis Waldeck
- ab 1944: Deutsches Reich, Freistaat Preußen, Provinz Kurhessen, Regierungsbezirk Kassel, Landkreis Waldeck
- ab 1945: Deutsches Reich, Amerikanische Besatzungszone, Groß-Hessen, Regierungsbezirk Kassel, Landkreis Waldeck
- ab 1946: Deutsches Reich, Amerikanische Besatzungszone, Hessen, Regierungsbezirk Kassel, Landkreis Waldeck
- ab 1949: Bundesrepublik Deutschland, Hessen, Regierungsbezirk Kassel, Landkreis Waldeck
- ab 1972: Bundesrepublik Deutschland, Hessen, Regierungsbezirk Kassel, Landkreis Waldeck, Gemeinde Upland
- ab 1974: Bundesrepublik Deutschland, Hessen, Regierungsbezirk Kassel, Landkreis Waldeck-Frankenberg, Gemeinde Willingen (Upland)

### Bevölkerung
Einwohnerstruktur 2011
Nach den Erhebungen des Zensus 2011 lebten am Stichtag dem 9. Mai 2011 in Bömighausen 264 Einwohner. Darunter waren 6 (2,3 %) Ausländer.
Nach dem Lebensalter waren 45 Einwohner unter 18 Jahren, 90 waren zwischen 18 und 49, 60 zwischen 50 und 64 und 63 Einwohner waren älter.
Die Einwohner lebten in 126 Haushalten. Davon waren 36 Singlehaushalte, 39 Paare ohne Kinder und 42 Paare mit Kindern, sowie 9 Alleinerziehende und 3 Wohngemeinschaften. In 33 Haushalten lebten ausschließlich Senioren und in 72 Haushaltungen leben keine Senioren.
Einwohnerentwicklung
Quelle: Historisches Ortslexikon
- 1541: 7 Häuser
- 1620: 13 Häuser
- 1650: 6 Häuser
- 1738: 14 Häuser
- 1770: 17 Häuser, 105 Einwohner

| Bömighausen: Einwohnerzahlen von 1770 bis 2019 | Bömighausen: Einwohnerzahlen von 1770 bis 2019 | Bömighausen: Einwohnerzahlen von 1770 bis 2019 | Bömighausen: Einwohnerzahlen von 1770 bis 2019 | Bömighausen: Einwohnerzahlen von 1770 bis 2019 |
| --- | ---------------------------------------------- | ---------------------------------------------- | ---------------------------------------------- | ---------------------------------------------- |
| Jahr |                                                |                                                |                                                | Einwohner                                      |
| 1770 | 1770                                           |                                                | 105                                            | 105                                            |
| 1800 | 1800                                           |                                                | ?                                              | ?                                              |
| 1834 | 1834                                           |                                                | 143                                            | 143                                            |
| 1840 | 1840                                           |                                                | 148                                            | 148                                            |
| 1846 | 1846                                           |                                                | 141                                            | 141                                            |
| 1852 | 1852                                           |                                                | 146                                            | 146                                            |
| 1858 | 1858                                           |                                                | 139                                            | 139                                            |
| 1864 | 1864                                           |                                                | 143                                            | 143                                            |
| 1871 | 1871                                           |                                                | 143                                            | 143                                            |
| 1875 | 1875                                           |                                                | 151                                            | 151                                            |
| 1885 | 1885                                           |                                                | 152                                            | 152                                            |
| 1895 | 1895                                           |                                                | 167                                            | 167                                            |
| 1905 | 1905                                           |                                                | 160                                            | 160                                            |
| 1910 | 1910                                           |                                                | 170                                            | 170                                            |
| 1925 | 1925                                           |                                                | 182                                            | 182                                            |
| 1939 | 1939                                           |                                                | 187                                            | 187                                            |
| 1946 | 1946                                           |                                                | 261                                            | 261                                            |
| 1950 | 1950                                           |                                                | 269                                            | 269                                            |
| 1956 | 1956                                           |                                                | 219                                            | 219                                            |
| 1961 | 1961                                           |                                                | 198                                            | 198                                            |
| 1967 | 1967                                           |                                                | 218                                            | 218                                            |
| 1980 | 1980                                           |                                                | ?                                              | ?                                              |
| 1990 | 1990                                           |                                                | ?                                              | ?                                              |
| 2000 | 2000                                           |                                                | ?                                              | ?                                              |
| 2011 | 2011                                           |                                                | 264                                            | 264                                            |
| 2015 | 2015                                           |                                                | 250                                            | 250                                            |
| 2019 | 2019                                           |                                                | 266                                            | 266                                            |
| Datenquelle: Historisches Gemeindeverzeichnis für Hessen: Die Bevölkerung der Gemeinden 1834 bis 1967. Wiesbaden: Hessisches Statistisches Landesamt, 1968. Weitere Quellen: LAGIS; Gemeinde Willingen (Upland); Zensus 2011 |                                                |                                                |                                                |                                                |

Religionszugehörigkeit
| • 1885: | 167 evangelische (= 100 %) Einwohner                               |
| • 1961: | 178 evangelische (= 89,90 %), 20 katholische (= 10,10 %) Einwohner |

## Religion
Die Evangelische Kirchengemeinde des Ortes gehört zur Pfarrstelle Rhena. Die evangelische Kirche wurde 1971–72 errichtet. Das Schulgebäude wurde 1929 nach Plänen des Korbacher Kreisbaumeister Heinrich Rappold errichtet.

## Persönlichkeiten
- Friedrich Schalk (1887–1962), Lehrer und Politiker (DNVP), geboren in Bömighausen.